# Ambrose Campbell
Ambrose Campbell (* 19. August 1919 in Lagos als Oladipupo Adekoya Campbell; † 22. Juni 2006 in Plymouth) war ein britischer Musiker (Gitarre, Perkussion, Gesang, Bandleader) nigerianischer Herkunft, der vor allem in der Weltmusik und der Popmusik hervorgetreten ist. Er leitete die erste „schwarze“ Band in Großbritannien und beeinflusste mit seiner westafrikanischen Musik zahlreiche Musiker der britischen Jazzszene.

## Leben und Wirken
Campbell, Sohn eines Priesters, sang zunächst im Kirchenchor, bevor er als Jugendlicher bei Herbert Macaulay lebte. In dieser Zeit spielte er mit Freunden Palmwine Music und wurde dann Drucker, bevor er als Matrose anheuerte. Nach mehreren Fahrten lebte er in London, wo er 1946 mit Brewster Hughes die Band West African Rhythm Brothers gründete, die Les Ballets Nègres begleitete, das erste afrikanische Ballett, das in Großbritannien auf Tour ging. Die Band war in den frühen 1950er Jahren sehr erfolgreich, präsentierte Highlife in London und beeinflusste Musiker wie Ronnie Scott, Tubby Hayes, Kenny Graham oder Phil Seamen, der die gelernten Rhythmen später an Schlagzeuger der nächsten Jazz- und Popgeneration wie John Stevens oder Ginger Baker weitergab. Mitte der 1950er Jahre erweiterte er die Rhythm Brothers um Bläser wie Zeal Onyia und Harry Beckett und wechselte auch zum Piano. Die Band fungierte auch als West African Swing Stars. Colin MacInnes setzte ihm in seinem Roman City of Spades (1957) ein Denkmal. 1957 ging er mit seiner Band auf Tournee nach Nigeria. In den 1960er Jahren ging er auch nach Italien auf Gastspielreise. Nachdem er bereits in den 1950er Jahren einige Singles für Melodisc aufgenommen hatte, folgte sein multikulturell geprägtes Album Highlife Today erst 1968. 1972 zog er in die Vereinigten Staaten, wo er als Perkussionist mit Leon Russell zusammenarbeitete, auf dessen Platten spielte und mit ihm weltweit auf Tourneen ging. Er war an dem Grammy-Erfolg One for the Road (1979) mit Russell und Willie Nelson beteiligt und arbeitete seit 1982 in Nashville auch als Studiomusiker. Daneben nahm er eigene Musik auf. 2004 kehrte er nach England zurück, wo er weitere Aufnahmen einspielte.

## Diskographische Hinweise
- Highlife Today (Columbia Records, 1968)
- African Beat (1966 ?)
- London Is the Place for Me (2006)